# Sun Jin
Qiao Yunping, född 13 mars 1980, är en kinesisk bordtennisspelare som tog OS-silver i damdubbel i Sydney år 2000 tillsammans med Yang Ying.